# 费亚湖 (土卫六)
费亚湖 （Feia Lacus）是在土星最大的卫星土卫六上发现的众多碳氢化合物湖之一，2007被命名。

根据太空探测器“卡西尼号”获取的数据，该湖位于土卫六上的北纬度73.7度、西经64.41度处，由液体甲烷和乙烷组成，长度约47公里，并以巴西福莫萨的费亚湖之名命名。

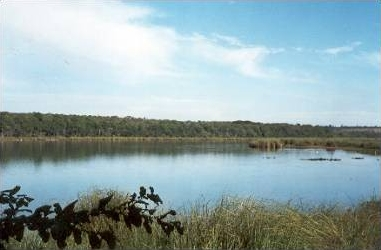
巴西费亚湖